# Naftalinskinn
Naftalinskinn (Scytinostroma portentosum) är en svampart som först beskrevs av Berk. & M.A. Curtis, och fick sitt nu gällande namn av Donk 1956. Naftalinskinn ingår i släktet Scytinostroma och familjen Lachnocladiaceae.  Arten är reproducerande i Sverige. Inga underarter finns listade i Catalogue of Life.

## Bildgalleri

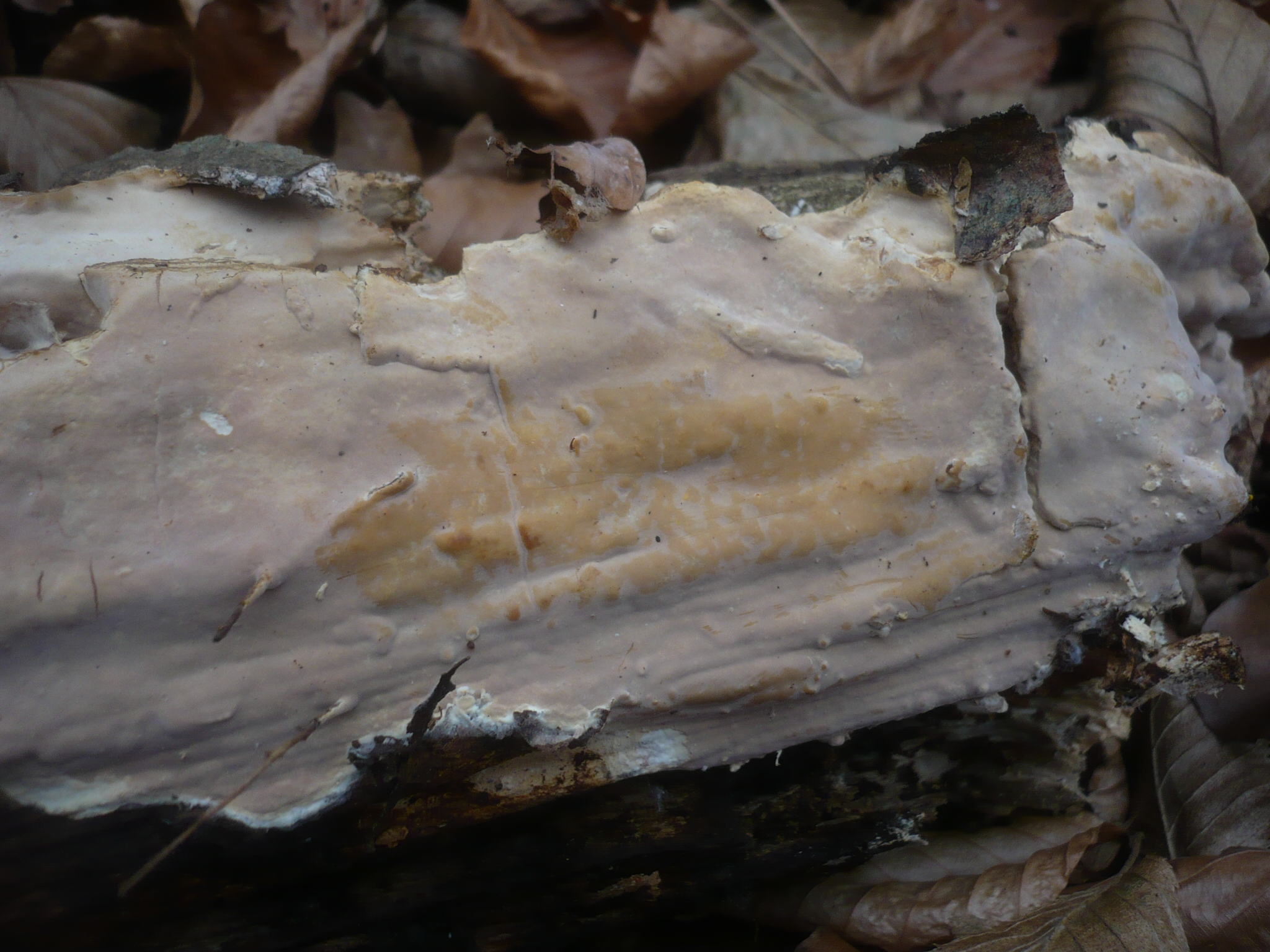